# Spånplade
En spånplade er en plade der er lavet af sammenlimet savsmuld/savspåner.
Spånplader laves i forskellige tykkelser alt efter hvad de skal bruges til. Normalt bruges tykkelser mellem 10 og 35 mm.
Spånplader bruges jævnligt til vægbeklædning eller midlertidige arbejdsborde, men oftest kendes de fra møbler i laveste eller mellemste prisklasse, især fra Ikea og Jysk Sengetøjslager. Her er pladerne som regel beklædt med et lag plastic, der oftest er hvidt. Tidligere brugtes finer, der er et millimetertyndt lag træ som er skrællet af som en stor plade, lidt på samme måde som det afskårne fra en blyantspidser. Træfiner eller plastic trykt med imiterede træ-årer illustrerer at materialet kunne have været massivt træ.
Almindelige spånplader er ikke egnede til brug udendørs eller i fugtige rum, idet limen opløses og træet rådner.
Som affald er spånplader kategoriseret som brændbart affald, men de må ikke brændes på bål eller i brændeovne, da de lave forbrændingstemperaturer får limen til at afgive giftige gasarter. Forbrændingsanlæggenes væsentlig højere forbrændingstemperaturer kombineret med røgfiltre gør at limen omdannes anderledes og de sidste rester filtreres fra.